# Kanneshwar, Hangal
Kanneshwar là một làng thuộc tehsil Hangal, huyện Haveri, bang Karnataka, Ấn Độ.